# 锡斯河畔瓦卢瓦尔
锡斯河畔瓦卢瓦尔（法語：Valloire-sur-Cisse，法語發音：[valwaʁ syʁ sis]）是法国卢瓦-谢尔省的一个市镇，位于该省西部，属于布卢瓦区。

## 历史
锡斯河畔瓦卢瓦尔成立于2017年1月1日，由锡斯河畔舒济（Chouzy-sur-Cisse）、库朗日（Coulanges）和塞亚克（Seillac）三个市镇合并而成，其中锡斯河畔舒济为政府驻地。

## 地理
锡斯河畔瓦卢瓦尔（47°31'34"N, 1°14'53"E）面积40.36 平方千米，位于法国中央-卢瓦尔河谷大区卢瓦-谢尔省，该省份为法国中北部省份，北起厄尔-卢瓦省，东北接卢瓦雷省，东南接谢尔省，南至安德尔省，西南接安德尔-卢瓦尔省，西北接萨尔特省。
与锡斯河畔瓦卢瓦尔接壤的市镇（或旧市镇、城区）包括：桑特奈、瓦朗锡斯、布卢瓦、沙耶、伯夫龙河畔康代、卢瓦尔河畔肖蒙、卢瓦尔河畔沃赞。
锡斯河畔瓦卢瓦尔的时区为UTC+01:00、UTC+02:00（夏令时）。

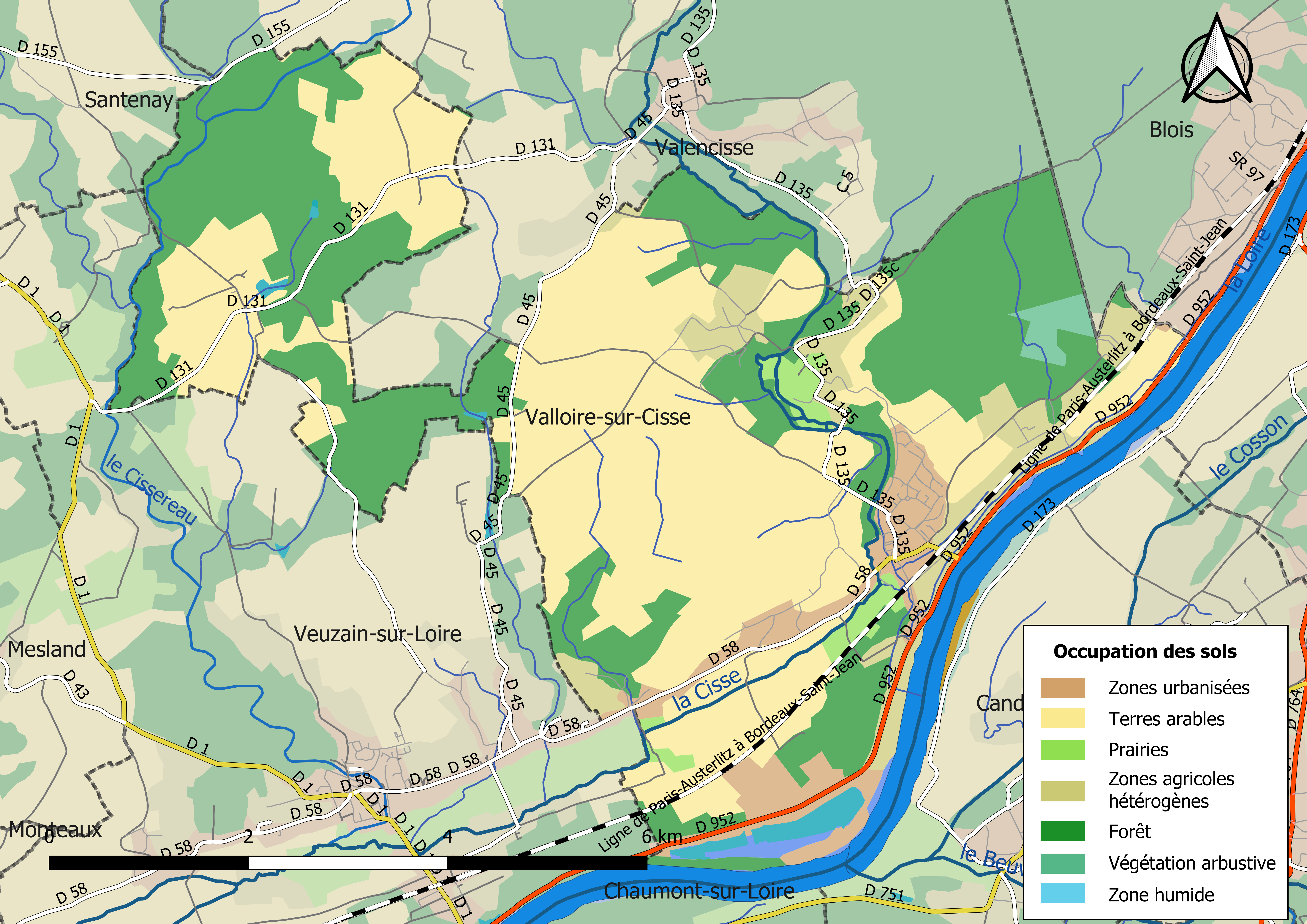
锡斯河畔瓦卢瓦尔的OSM定位图

## 行政
锡斯河畔瓦卢瓦尔的邮政编码为41150，INSEE市镇编码为41055。

## 政治
锡斯河畔瓦卢瓦尔所属的省级选区为卢瓦尔河畔沃赞县。

## 人口
锡斯河畔瓦卢瓦尔于2022年1月1日时的人口数量为2433人。